# Pyhäjärvi (obec)
Pyhäjärvi (1.1.1993 – 31.12.1995 Pyhäsalmi) je město ve Finsku v provincii Severní Pohjanmaa. V roce 2007 mělo město 6 123 obyvatel, rozloha je 1 459,95 km² (z toho 148,36 km² připadá na vodní plochy). Hustota zalidnění je pak 4,7 obyv./km².

## Osídlení
Město bylo založeno v roce 1866, ale oficiálně se městem stalo až roku 1993. Pyhäjärvi má dvě hlavní střediska osídlení, a to Pyhäsalmi a Ruotanen. Jména ostatních sídel jsou Hietakylä, Hiidenkylä, Jokikylä, Kirkonkylä, Komu, Kuusenmäki, Lamminaho, Liittoperä, Parkkima, Rannankylä, Salmenkylä, Haapamäki, Vuohtomäki, Lohvanperä, Pitäjänmäki a Latvanen.

## Různé
- V Pyhäsälmi se nachází nejhlubší důl v Evropě (1 444 m). Patří kanadské důlní společnosti Inmet Minig Corporation a těží se v něm zinek a měď.
- Na přelomu července a srpna se v Pyhajärvi pořádá každoroční festival moderního tance.